# Leopold-Sophien-Bibliothek
Die Leopold-Sophien-Bibliothek ist eine unter Denkmalschutz stehende wissenschaftliche Bibliothek mit historischen Altbeständen in der Stadt Überlingen. Sie entstand durch die Stiftung des Pfarrers Franz Sales Wocheler an die „Leopold-Sophien-Schule“, die ihren Namen zu Ehren des damals regierenden Großherzogs Leopold und dessen Frau, der Großherzogin Sophie Wilhelmine von Schleswig-Holstein-Gottorf, erhalten hatte.

## Geschichte

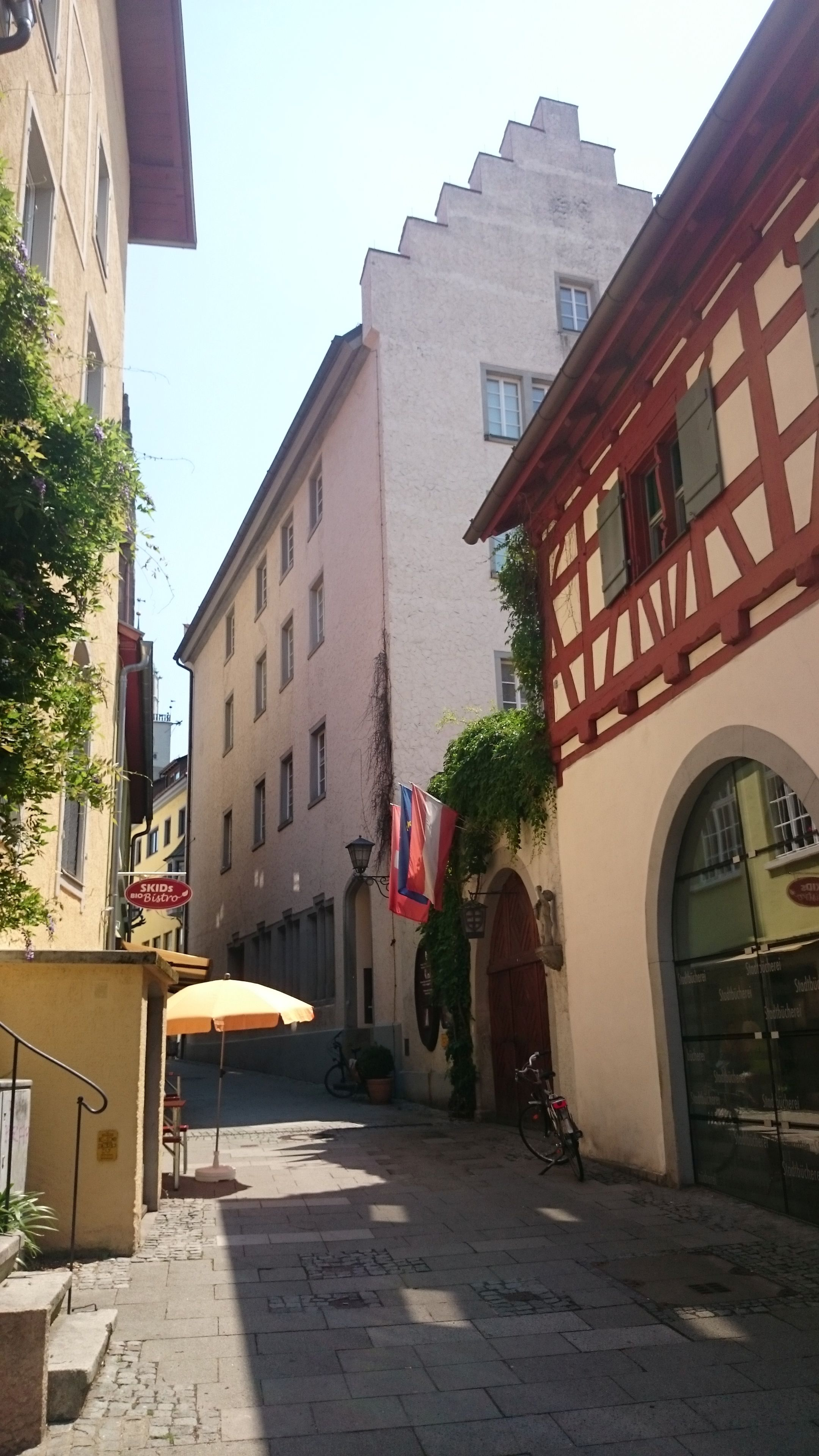
Die Bibliothek ist im Steinhaus untergebracht (Bildmitte)

Die Leopold-Sophien-Bibliothek wurde am 15. Mai 1832 im alten Franziskanerkloster (dem damaligen Schulgebäude der Stadt) eröffnet. Sie bestand anfänglich hauptsächlich aus der gestifteten, etwa 10.000 Bänden fassenden Bibliothek (zusammen mit einer Naturaliensammlung) des katholischen Stadtpfarrers Franz Sales Wocheler. In Zusammenhang mit dieser Stiftung wurden die noch vorhandenen Bände der alten reichsstädtischen Ratsbibliothek, die bis ins frühe 16. Jahrhundert zurückgeht, die Restbestände der Überlinger Klosterbibliotheken (Franziskaner und Kapuziner) und des Kollegiatstiftes neu geordnet und mit den Büchern Wochelers 1832 als die wohl erste öffentliche Bibliothek Badens eröffnet. Wocheler stiftete der Bibliothek bis zu seinem Tode auch weiterhin zahlreiche Bücher. Hinzu kamen andere bedeutende Nachlässe, Schenkungen und Ankäufe.
Wocheler bestimmte, dass die Bibliothek der Öffentlichkeit zugänglich gemacht werden solle und dass die „Bibliothek ein stabiles, unantastbares Gut der Leopold-Sophien-Schule dahier, resp. der Stadt Überlingen für immerwährende Zeiten bleiben, somit weder teilweise noch im ganzen durch eine Anordnung, sie komme woher sie wolle, anderswohin versetzt und angewiesen werden soll“.
Doch bereits 1846 kam es anders: die Bibliothek im Franziskanerkloster (samt Schule) musste dem Bezirksgericht weichen, in Kisten verpackt wurde sie auf dem Dachboden unter dem desolaten Dach eines alten Lagergebäudes (sogenanntes Steinhaus) abgestellt. Als man die Bücher wenigstens teilweise aufstellen wollte, stellte ein Buchbinder fest: „Das Papier, durch Regen und Nässe verdorben, war ganz lebendig...“
Erst im Jahr 1886 wurde die Leopold-Sophien-Bibliothek, die die jahrelange, feuchte Lagerung mit mehreren tausend Bänden eingebüßt hatte, durch Otto Kunzer katalogisiert und als Abteilung des Kulturhistorischen Naturalien-Kabinetts im Steinhaus wieder zugänglich gemacht. Nachdem das Kabinett 1913 im Reichlin-von-Meldegg-Haus als städtisches Museum neueröffnet wurde, richtete man 1920 die Leopold-Sophien-Bibliothek in der Greth, dem ehemaligen städtischen Kornhaus, am Landungsplatz ein.
1937 wurde sie in eine wissenschaftliche, nicht öffentliche und in eine öffentliche Bibliothek aufgeteilt, um eine „Säuberung von unerwünschten Schriften“ zu vermeiden. Die öffentliche Bibliothek entwickelte sich danach zur heutigen  Stadtbücherei. Zwar blieb die Trennung der Bestände nach 1945 bestehen, doch die Leopold-Sophien-Bibliothek wurde der Öffentlichkeit wieder zugänglich gemacht. 1977 stellte man sie als eine der bedeutendsten deutschen Bibliotheken in der Bodenseeregion unter Denkmalschutz.
Die Leopold-Sophien-Bibliothek befindet sich seit 1996 im renovierten Steinhaus, wo sie bereits von 1846 an (in Kisten gelagert) und von 1886 bis 1920 öffentlich zugänglich war.

## Bestand
Die Bibliothek hat zurzeit einen Bestand von 54.000 Bänden, davon 300 Inkunabeln sowie 314 Handschriften. Der Bestand setzt sich aus einem abgeschlossenen Altbestand, der zu einem großen Teil aus der großzügigen Stiftung des ehemaligen Überlinger Stadtpfarrers Franz Sales Wocheler besteht, und einem neuen Bestand zur Stadt-, Regional- und Landesgeschichte zusammen.